# Australia na Letnich Igrzyskach Olimpijskich 1948
Australię na Letnich Igrzyskach Olimpijskich 1948 reprezentowało 75 zawodników, 66 mężczyzn i 9 kobiet.

## Zdobyte medale
| Medal         | Zawodnik                                                 | Konkurencja                      |
| lekkoatletyka | lekkoatletyka                                            | lekkoatletyka                    |
| ------------- | -------------------------------------------------------- | -------------------------------- |
| Złoto         | John Winter                                              | skok wzwyż mężczyzn              |
| Srebro        | Theodore Bruce                                           | skok w dal mężczyzn              |
| Srebro        | George Avery                                             | trójskok mężczyzn                |
| Srebro        | Shirley Strickland June Maston Betty McKinnon Joyce King | sztafeta 4 × 100 m kobiet        |
| Brąz          | Shirley Strickland                                       | 100 m kobiet                     |
| Brąz          | Shirley Strickland                                       | 80 m przez płotki kobiet         |
| pływanie      |                                                          |                                  |
| Srebro        | John Marshall                                            | 1500 m stylem dowolnym mężczyzn  |
| Srebro        | Nancy Lyons                                              | 200 m stylem klasycznym kobiet   |
| Brąz          | John Marshall                                            | 400 m stylem dowolnym mężczyzn   |
| Brąz          | Judy-Joy Davies                                          | 1500 m stylem grzbietowym kobiet |
| wioślarstwo   |                                                          |                                  |
| Złoto         | Mervyn Wood                                              | jedynki                          |
| zapasy        |                                                          |                                  |
| Srebro        | Dick Garrard                                             | waga półśrednia                  |